# Dysdera labradaensis
Dysdera labradaensis là một loài nhện trong họ Dysderidae.
Loài này thuộc chi Dysdera. Dysdera labradaensis được Jörg Wunderlich miêu tả năm 1992.